# .38 ACP

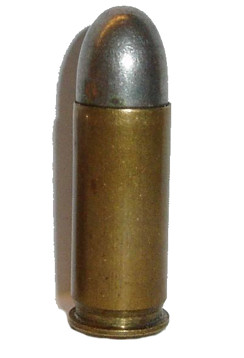
O cartucho .38 ACP.

O .38 ACP (Automatic Colt Pistol), 9×23mm SR, ou simplesmente .38 Auto é um calibre desenvolvido para uso de pistolas semi automáticas que utilizassem o sistema blowback, sendo introduzido ao fim do século por John Browning para a pistola Colt M1900.
A designação métrica para esse cartucho 9×23mm SR Não deve ser confundida com outros cartuchos 9×23mm.

## História
O Modelo 1900 da Colt introduziu o .38 ACP comercialmente, entretanto o mesmo fora desenvolvido desde 1897 por um protótipo seu que não fora desenvolvido pela Colt.
Apesar de não ter sido um sucesso em vendas, tornou-se mais aceito que o .38 Super Auto.
Desenvolvido dos 7,65 milímetros Parabellum, o 9mm Parabellum tinha melhor aceitação na Europa, pois o calibre Luger era balisticamente similar ao .38 ACP, mas utilizava menores dimensões com pressões mais elevadas. John Browning ainda tentou competir com o calibre 9 mm Browning Long (9×20mm) em 1903 e sem sucesso desenvolveu o .380 ACP (9×17mm Short) em 1908.  O .380 ACP tornou-se um dos calibres mais usados no Brasil pelo usuário civil, e o .38 ACP torno-se obsoleto.